# Karitsa (Rapla)
Karitsa (Duits: Karritz) is een plaats in de Estlandse gemeente Rapla, provincie Raplamaa. De plaats heeft de status van dorp (Estisch: küla).
Tot in oktober 2017 viel Karitsa onder de gemeente Kaiu. In die maand werd Kaiu bij de gemeente Rapla gevoegd.

## Bevolking
Het dorp had 67 inwoners op 31 december 2011 en 59 inwoners op 31 december 2021.

## Ligging
Bij Karitsa ligt het beschermde natuurgebied Karitsu hoiuala (48,3 ha). De rivier Keila stroomt door het dorp.

## Geschiedenis
Karitsa werd al in 1241 genoemd in het Grondboek van Waldemar onder de naam Kariscæ. Het dorp behoorde tot de bezittingen van de Cisterciënzer nonnen van het klooster van Sint-Michael in Tallinn. In 1287 kwam Karitsa onder Kaiu. Vanaf ca. 1650 maakte het dorp deel uit van het landgoed Kaiu, dat rechtstreeks onder de Estlandse Ridderschap viel. In de jaren zeventig van de 17e eeuw werd het dorp afgebroken en maakte het plaats voor een veehouderij op het landgoed Kaiu, die later werd omgezet in een ‘semi-landgoed’ (Duits: Beigut, Estisch: poolmõis), een landgoed dat deel uitmaakt van een groter landgoed, in dit geval nog steeds Kaiu.
Tijdens de Revolutie van 1905 werden de meeste gebouwen op het landgoed Kaiu en het semi-landgoed Karitsa door de opstandelingen platgebrand. Na 1920 was van Karitsa alleen een nederzetting over. In 1977 kreeg ze de status van dorp. Tegelijk werd het buurdorp Salutaguse bij Karitsa gevoegd. Salutaguse was even oud als Karitsa. De naam in het Grondboek van Waldemar was Salandaus, de Duitse naam was Sallentack.